# لاریدو (مونتانا)
لاریدو (به انگلیسی: Laredo) یک منطقهٔ مسکونی در ایالات متحده آمریکا است که در شهرستان هیل، مونتانا واقع شده‌است. لاریدو ۸۰۵٫۹ متر بالاتر از سطح دریا واقع شده‌است.